# Klaus Veen
Kelvin Van Veenendaal, ismertebb nevén Klaus Veen (Laren, 1992. április 21. –) zenész, zenei alapokat készítő személy, aki 2013-ban töltötte fel első zenéjét az interneten a SoundCloud zenemegosztó platformra a nagyközönségnek, mielőtt az megjelent volna hivatalosan egyéb zenemegosztókon.

## Gyermekkora
Kelvin Van Veenendaal 10-11 évesen kezdett el foglalkozni a zene világával. Először az elektronikus zenével mint műfajjal otthoni számítógépén játék közben találkozott. Az elektronikus zenei hangzások különösen akkor kezdték el foglalkoztatni, amikor a nagyapja vett magának egy "house" hangzású dobgépet (TR-909). Családjának minden egyes tagja foglalkozott zenével, mindenki játszott valamilyen hangszeren. Így már igen korán részesült a zenei műveltetésből. Kelvin rögtön megkedvelte a zenei műfajt a nagyapja révén. A "Klaus Veen" művésznevet Klaus Wunderlich német orgonista ihlette meg, ugyanis egy számítógépes PC-s játék (Counter Strike) során, mindig az ő zenéje szólalt meg egy győztes kör során.
Klaus már 10-11 éves korában foglalkozott zenekészítéssel annak szeretete mellett. Az elektronikus zenei hangzás alapjait a ReBirth számítógépes zenekészítő alkalmazásnak köszönhetően sajátította el. Mindent teljesen egyedül, autodidakta módon tanult. Azokban az időkben jelent meg az internet, nem létezett sem a YouTube videómegsztó, sem a Google internetes böngésző. Különböző stílusokban "evezett" abban az időben, egészen a house műfaján át a techno-ig. Egy ideig saját maga élvezetére készítette a dalokat, nem másoknak. Idő kellett neki, mire rátalált a DJ világ útjára. "Nem is tudom megmondani miért nem DJ-ztem [hamarabb]."
Számos előadó inspirálta, többek közt Kerri Chandler, Todd Terry, Derrick Carter és más, az idősebb korosztály lemezlovasai.

## Munkássága
Lemezkiadóját, a “Klaus Veen Records”-t 2017-ben alapította első albuma megjelenése idején. Azóta ide vannak zenéi bejegyezve.
A “Lekker Setje Beats” albumon is megtalálható Poison című száma lett a leghallgatottabb 29,584,609 hallgatóval a Spotifyon (2024. 08. 01.).
Legkiemelkedőbb albuma többek közt az “Ordinary Beats”, a “Lekker Setje Beats”, valamint a 2024. márciusában frissen megjelent és egyre feltörekvő “Funky Beats” albumok.
A YouTube-on 25,682,781 hallgatót tudhat magának. A “Poison”-nak 5,846,163 millió megtekintése van (2024. 08. 01.).

## Albumok
Hivatalos megjelenések zenei megosztókon
- Funky Beats (00:31:00) [2024]
- Het Stoute Blik (00:30:00) [2023]
- Harde Beats (00:31:00) [2023]
- Ga Naar De Gym (00:17:00) [2022]
- Four on the Floor Beats (00:40:00) [2022]
- Gan Jullie Maar Vast, Ik Blijf Nog Even (01:59:00) [2022]
- Floorbanging Beats (00:54:00) [2021]
- All Kinds of Beats (01:34:00) [2021]
- Twinning Beatjes (00:54:00) [2020]
- Lekker Setje Beats (01:07:00) [2020]
- Random Beats (00:43:00) [2019]
- Ga Voor Goud (01:06:00) [2019]
- Ordinary Beats (03:54:00) [2017]